# Олімпійський комітет СРСР
Олімпійський комітет СРСР (повне найменування — Національний Олімпійський комітет Союзу Радянських Соціалістичних Республік, скорочене — НОК СРСР) — організація, яка представляла Союз Радянських Соціалістичних Республік в міжнародному Олімпійському русі, національний олімпійський комітет (НОК) СРСР. З 1917 по 1951, Радянський Союз не брав участь в Олімпійських іграх з ідеологічних міркувань. Комітет був створений у 1951 році та визнаний Міжнародним олімпійським комітетом 7 травня 1951 року на 46-й сесії МОК, завдяки чому національна команда СРСР була допущена до участі в Олімпійських іграх. Олімпійський комітет було створено в 1951 році і ліквідовано в 1992 році (у 1911—1917 роках і з 1992 року функціонує Олімпійський комітет Росії).

## Історія
НОК СРСР був безпосереднім організатором XXII Літніх Олімпійських Ігор у Москві в 1980 році.
Олімпійський комітет СРСР припинив існування 12 березня 1992 року слідом за розпадом СРСР в грудні 1991 року. У 1992 році спортсмени колишнього СРСР брали участь у Літній Олімпіаді-1992 в Барселоні і Зимовій Олімпіаді-1992 в Альбервілі об'єднаною командою країн СНД під олімпійським прапором.

## Голови НОК СРСР
| ПІБ                               | Роки життя | На посаді |
| --------------------------------- | ---------- | --------- |
| Костянтин Олександрович Андріанов | 1910-1988  | 1951-1977 |
| Сергій Павлович Павлов            | 1929-1993  | 1977-1983 |
| Марат Володимирович Грамов        | 1927-1998  | 1983-1990 |
| Віталій Георгійович Смірнов       | рід. 1935  | 1990-1992 |

## Члени МОК від СРСР
| Член                | Роки життя | Роки в МОК | Посади в МОК                                                           | Посада в НОК СРСР                                                  |
| ------------------- | ---------- | ---------- | ---------------------------------------------------------------------- | ------------------------------------------------------------------ |
| Костянтин Андріанов | 1910-1988  | 1951-1988  | Член виконкому (1962—1974), віце-президент МОК (1966—1970)             | Голова НОК СРСР (1951—1977), заступник голови НОК СРСР (1977—1988) |
| Олексій Романов     | 1904-1979  | 1952-1971  | -                                                                      | -                                                                  |
| Віталій Смирнов     | рід. 1935  | 1971—      | Член виконкому (1974—1982), віце-президент МОК (1978—1984 і 1986—1990) | Голова НОК СРСР (1990—1992)                                        |
| Марат Грамов        | 1927-1998  | 1988-1992  | -                                                                      | Голова НОК СРСР (1983—1990)                                        |